# Kaplica Najświętszego Serca Pana Jezusa w Krakowie (ul. Prądnicka)
Kaplica Najświętszego Serca Pana Jezusa – zabytkowa, modernistyczna kaplica rzymskokatolicka znajdująca się w Krakowie przy ul. Prądnickiej 80 na terenie Szpitala Jana Pawła II. Wraz z przylegającym do niej budynkiem zakładu dezynfekcji i administracji jest wpisana na listę zabytków miasta Krakowa jako zespół dawnych Zakładów Sanitarnych.

## Historia
Plany szpitala, którego budowę rozpoczęto w 1913 roku, autorstwa Jana Zawiejskiego nie przewidywały budowy kaplicy. Dopiero Prezydium Miasta na posiedzeniu z 8 lutego 1916 roku zatwierdziło kosztorys na budowę kaplicy. Dobudowano ją do już istniejącego budynku, w którym umieszczono administrację szpitala. Autor projektu nie jest znany, prawdopodobnie był nim Adolf Szyszko-Bohusz lub Franciszek Mączyński.
Ściany i sufit zostały ozdobione młodopolską polichromią, a w oknach umieszczono witraże, które mogą pochodzić z Krakowskiego Zakładu Witrażów S. G. Żeleńskiego. W jej murach modliła się, jako pacjentka szpitala, przyszła święta Kościoła katolickiego, s. Faustyna Kowalska w latach 1936–1937 i ponownie w 1938.

## Szlak św. Faustyny
Gdy w 2007 roku rozbudowano szpital Jana Pawła II ze środków Unii Europejskiej w ramach projektu Pomoc i nadzieja, przewidziano również remont kaplicy pw. Najświętszego Serca Jezusowego. Po remoncie poświęcił ją kardynał Stanisław  Dziwisz, a Zgromadzenie Sióstr Matki Bożej Miłosierdzia przekazało relikwie św. Faustyny. Na zewnątrz kaplicy została wmurowana tablica autorstwa Czesława Dźwigaja, upamiętniającą pobyt św. Faustyny w szpitalu.
19 marca 1997 roku zespół d. Zakładów Sanitarnych (Szpital im. Jana Pawła II), obejmujący budynek zakładu dezynfekcji, administracji i  kaplicę został wpisany do rejestru zabytków nieruchomych m. Krakowa.

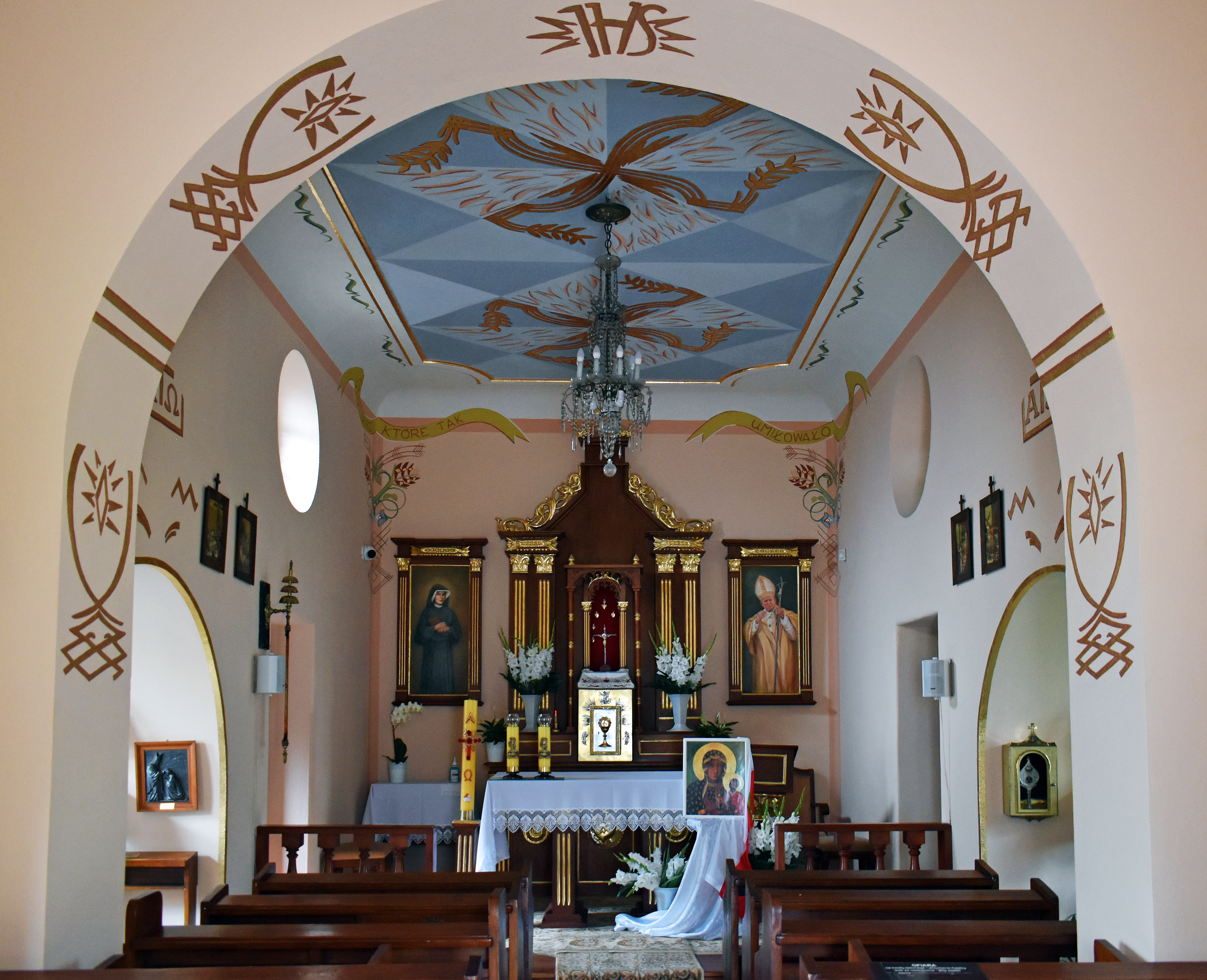
Wnętrze kaplicy
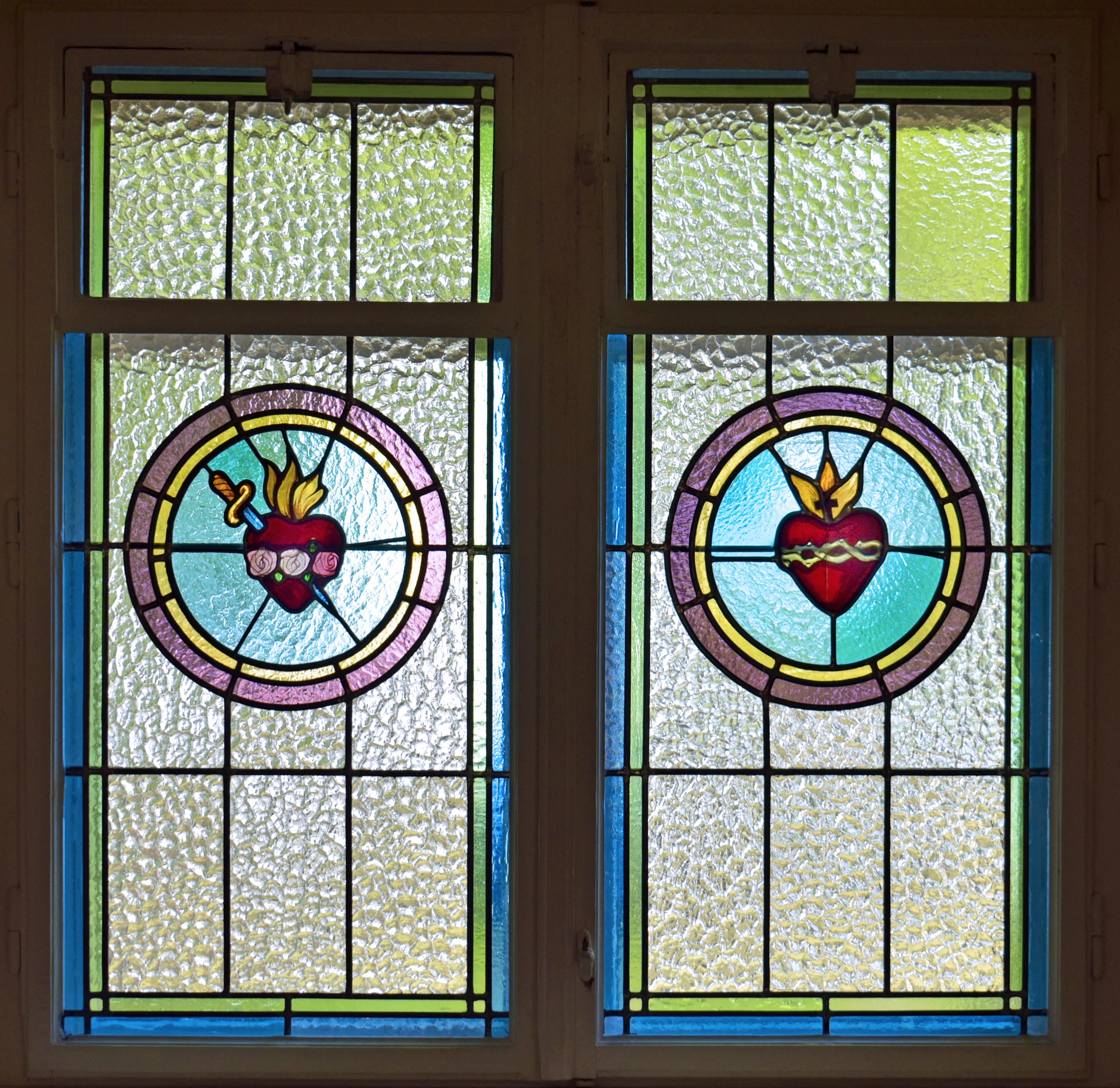
Witraż
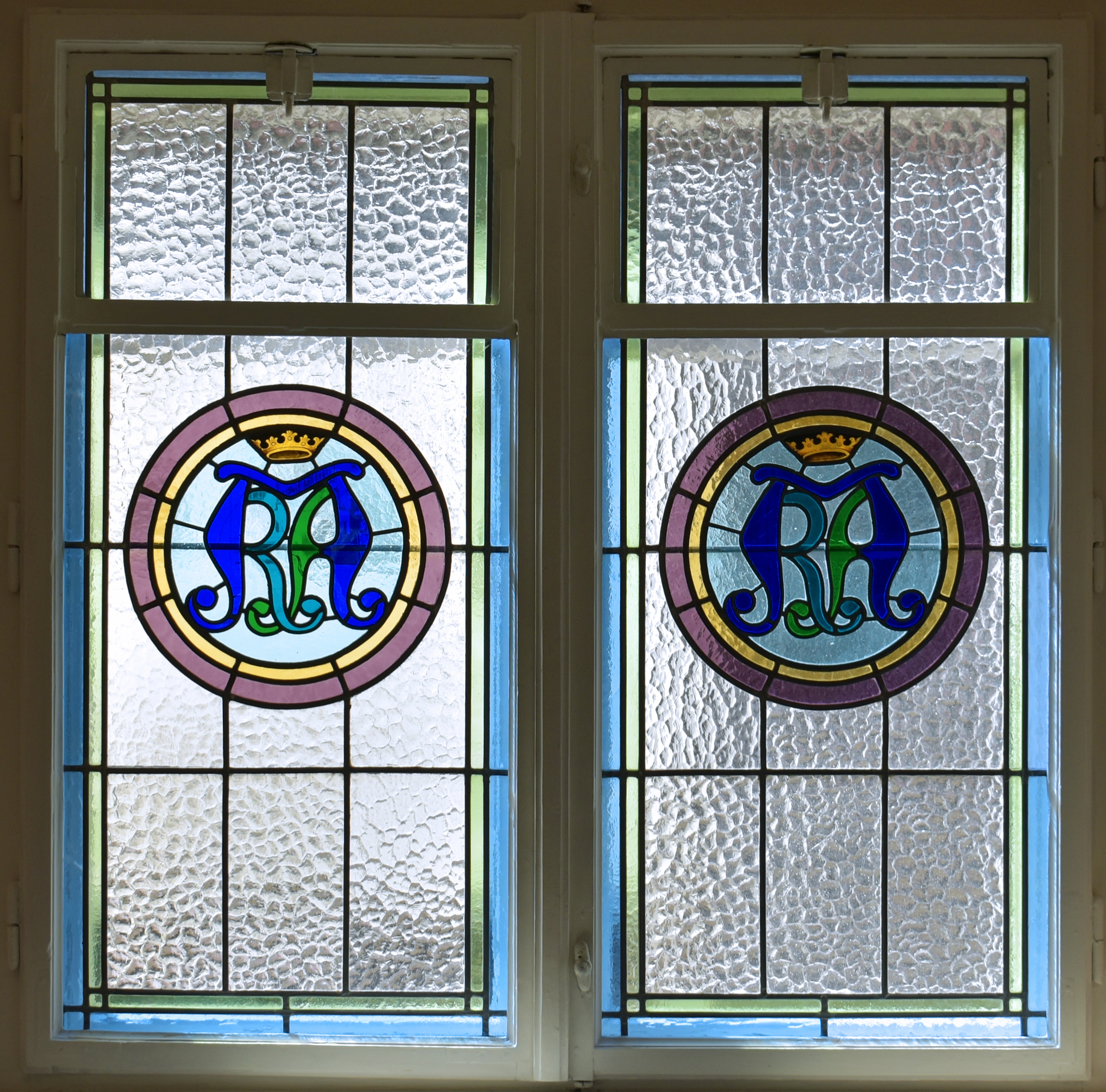
Witraż
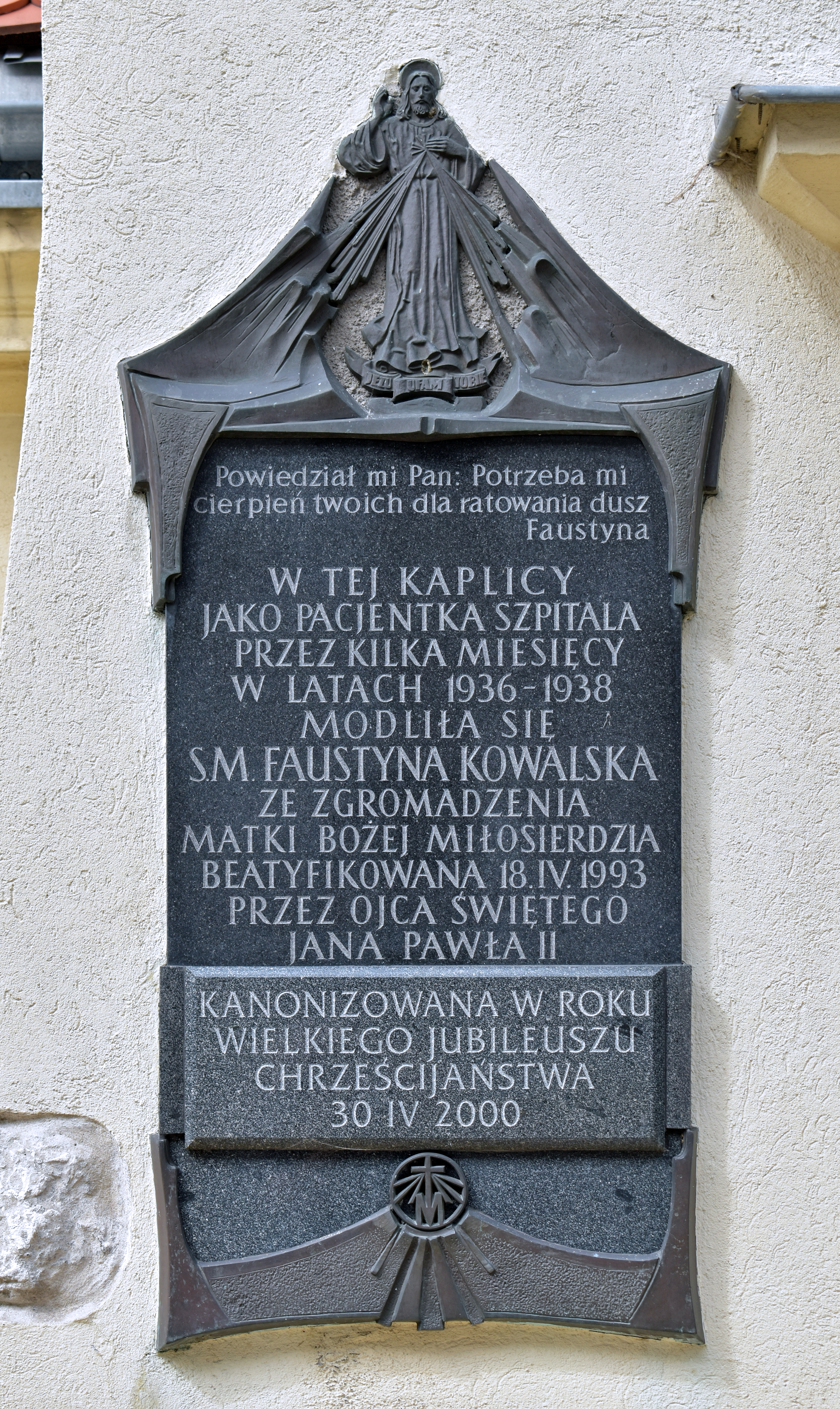
Tablica pamiątkowa